# Berta Bojetu
Berta Bojetu Boeta (Maribor, 8 febbraio 1946 – Lubiana, 19 marzo 1997) è stata una scrittrice, poetessa e attrice slovena.

## Biografia e carriera
Nata a Maribor nel 1946, si laureò presso la facoltà di pedagogia dell'Università di Lubiana e, dopo aver insegnato brevemente, frequentò l'Accademia di teatro, radio, cinema e televisione della medesima città. 
Lavorò al Teatro delle marionette di Lubiana per quindici anni e fu tra i fondatori della troupe teatrale Koreodrama..
Recitò altresì in alcune pellicole cinematografiche.
Autrice di poesie, racconti e opere teatrali a partire dalla metà degli Anni Settanta, fu riconosciuta e apprezzata soprattutto per i suoi due romanzi: Filio non è a casa (Filio ni doma, 1990) e Ptičja hiša (La casa degli uccelli, 1995), scritto durante il suo soggiorno a Gerusalemme nel 1992-1993 e per il quale ricevette il Premio Kresnik nel 1996.
Nel 2002 si tenne a Maribor un simposio internazionale dedicato all'opera letteraria di Bojetu, i cui atti furono pubblicati nel 2004.
Dal primo marito Viktor Trbovšek, sposato nel 1965, ebbe una figlia, Apolonija Bojetu; dal secondo matrimonio con Zmago Jelinčič nacque nel 1973 il figlio Klemen Jelinčič Boeta, storico, traduttore e poeta.

## Opere (selezione)

### Poesie
- Žabon (Rospo, 1979).
- Besede iz hiše Karlstein (Parole dalla casa Karlstein, 1988).

### Romanzi
- Filio non è a casa, Voland, Roma, 2023 - ISBN 9788862435406 (Filio ni doma, 1990 - traduzione di Patrizia Raveggi).
- Ptičja hiša (La casa degli uccelli, 1995).

### Teatro
- Gremo k babici – Osama (Andiamo da nonna - Osama, 1995).